# Cantonul Héricourt-Est
Cantonul Héricourt-Est este un canton din arondismentul Lure, departamentul Haute-Saône, regiunea Franche-Comté, Franța.

## Comune
| Comune                     | Populație (1999) | Cod poștal | Cod INSEE |
| -------------------------- | ---------------- | ---------- | --------- |
| Brevilliers                | 641              | 70400      | 70096     |
| Chagey                     | 675              | 70400      | 70116     |
| Châlonvillars              | 1.244            | 70400      | 70117     |
| Échenans-sous-Mont-Vaudois | 505              | 70400      | 70206     |
| Héricourt (fraction)       | 6.849            | 70400      | 70285     |
| Luze                       | 737              | 70400      | 70312     |
| Mandrevillars              | 218              | 70400      | 70330     |